# 南太子河
南太子河，位于中华人民共和国辽宁省本溪满族自治县东部的一条河流，是太子河的南源，发源于本溪县东端的草帽顶子山，蜿蜒向西南流，经东营房乡洋湖沟村、南营坊村，于新城子村转北流，经碱厂镇兰河峪村、碱厂村、赵家堡村、南甸子镇滴塔村、南甸社区等地后注入观音阁水库。河流全长88.3千米，流域面积951平方千米。